# Calogero

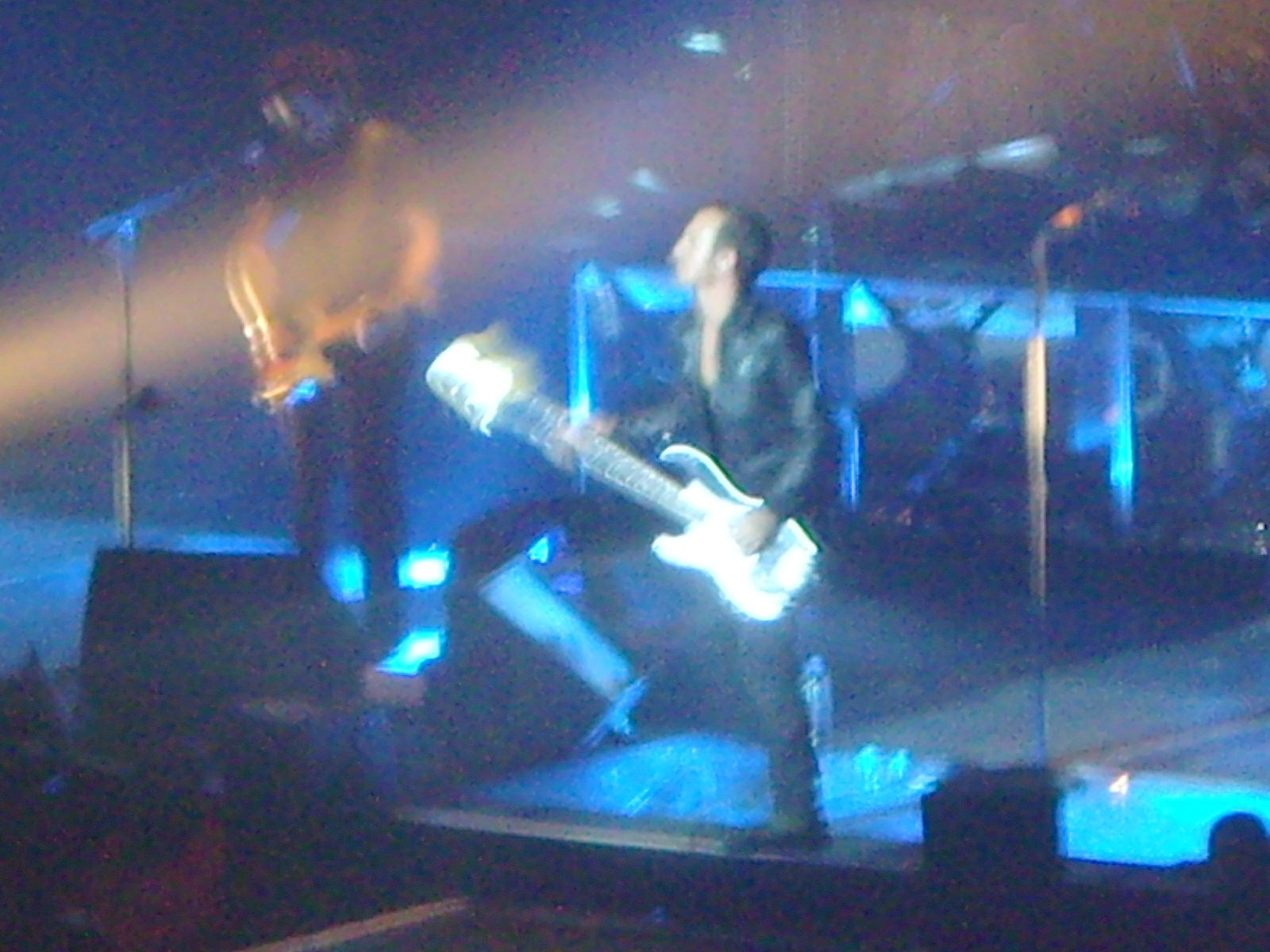
Calogero

Calogero Joseph Salvatore Maurici, més conegut com a Calogero (Échirolles, 30 de juliol de 1971) és un músic i cantant francès.

## Biografia
Als 6 anys Calogero ja mostrava interès per la música. Va aprendre a tocar ràpidament diversos instruments, com la flauta, el piano i la guitarra. El 1986 es convertí en el vocalista i autor d'un grup anomenat Les Charts, junt amb el seu germà, Gioacchino, i Francis, un amic d'infància. Entre el 1989 i el 1997, Les Charts gravaren 5 àlbums: L'Océan sans Fond (1989), Notre Monde à Nous (1991), Hannibal (1994), Acte 1 (1995) i Changer (1997).
Quan l'èxit del grup començà a minvar, Calogero decidí llançar-se com a solista i va col·laborar amb artistes famosos de l'escena francesa com Zazie i Pascal Obispo. Aquest darrer va ajudar-lo a la producció del seu primer disc en solitari: Au Milieu des Autres (2000). El seu segon disc, Calogero (2002), va tenir un gran èxit derivant-se'n els senzills En Apesanteur, Aussi libre que moi, Tien an men i Prendre racine.
Col·laborà així mateix el 2003 en l'àlbum compilació per Solidarité Enfants Sida (Sol En Si) amb Axel Bauer, Francis Cabrel, Carla Bruni, Louis Chedid, Maurane, Antoine…
L'any 2004, Calogero gravà el seu tercer àlbum, 3, on es troba el tema Face à la mer, interpretat en duo amb el raper francès Passi, i altres senzills com Yalla i Si seulement je pouvais lui manquer.
Al març del 2007, Calogero publicà el seu quart disc, Pomme C.

## Discografia
- Au milieu des autres (1999)
- Calogero (2002)
- 3 (2004)
- Pomme C (2007)
- L'Embellie (2009)
- V.O.-V.S. (2010)